# Грицьків Стефан Петрович
Стефан Петрович Грицьків (нар. 12 грудня 1935, с. Стара Ягільниця, нині Україна — 7 вересня 2022, м. Чортків, Україна) — український ортопед-травматолог, громадський діяч, публіцист. Депутат Чортківської міської ради (2002–2006). Почесний громадянин міста Чорткова (2014).

## Життєпис
Стефан Грицьків народився 12 грудня 1935 року в селі Стара Ягільниця Чортківського району Тернопільської області України.
Закінчив Івано-Франківський медичний інститут (1959, нині медичний університет). Від 1959 — лікар ортопед-травматолог Чортківської центральної районної лікарні, за суміснництвом викладач хірургії Чортківського медичного училища (1961–1962), завідувач травматологічного відділення ЦРЛ (1962). Близько 35-и років очолював дитячу ортопедичну службу Чортківщини — одну з найкращих на Тернопільщині.

## Громадська діяльність
Був головою осередку УЛТ. Діяльний в обласному товаристві ортопедів-травматологів. 

## Доробок
Автор статей із проблем медицини, духовності, досліджень із історії УПА та інших.

## Нагороди
- Заслужений лікар України (2006);
- Відмінник охорони здоров’я та санітарної освіти (обидва — 1979)
- «Почесний громадянин міста Чорткова» (2014)[2][3].